# Fiat Fiorino (2007)
A nova Fiorino é a 3ª geração da van Fiat Fiorino de porte médio. Este novo modelo foi produzido junto com o Peugeot Bipper e Citroën Nemo em 2007. 
O furgão não chegou ao Brasil.